# Das Bügelbrett
Das Bügelbrett war ein deutsches politisches Kabarett, das besonders in den 1960er Jahren aktiv war.
Es wurde 1959 von Studenten der Universität Heidelberg gegründet. Zunächst nur unter Studenten bekannt, gewann die Gruppe nach der Übernahme der künstlerischen Leitung durch Hannelore Kaub 1961 zunehmend an Bedeutung in der deutschen Kleinkunstszene und entwickelte sich zum professionellen Kabarett.
Auf den I. Berliner Kabarett-Tagen an der FU Berlin 1961/62 noch zum besten Studentenkabarett gewählt, verließ man nun die Universitätsräume und spielte fortan in einem Kino. Kaub fungierte in dieser Phase bereits auch als Autorin, Regisseurin und Hauptdarstellerin. Erstes öffentliches Aufsehen erregte 1962 das Programm Trauer muß Europa tragen.
Es folgte 1964 ein Umzug der Bühne nach Berlin, wo die Gruppe zunächst in der Hardenbergstraße spielte und später die alte Stachelschweine-Residenz in der Rankestraße bezog. Das erste Berliner Programm hatte den Titel Millionen BILD-Leser fordern.
1969 gab es mit dem Programm Trotzdem … Rot ist die Hoffnung ein vorläufiges Ende der Kleinkunstbühne, bis 1981 wiederum Kaub die Gruppe für einen Zeitraum reaktivierte. 1982 begann man wieder in Heidelberg mit Keine Angst … wir kommen!. Im Frühjahr 1991 lief das letzte Programm Gemeinsam sind wir unausstehlich.